# Liste der Baudenkmäler in Thannhausen
Auf dieser Seite sind die Baudenkmäler in der schwäbischen Stadt Thannhausen zusammengestellt. Diese Tabelle ist eine Teilliste der Liste der Baudenkmäler in Bayern. Grundlage ist die Bayerische Denkmalliste, die auf Basis des Bayerischen Denkmalschutzgesetzes vom 1. Oktober 1973 erstmals erstellt wurde und seither durch das Bayerische Landesamt für Denkmalpflege geführt wird. Die folgenden Angaben ersetzen nicht die rechtsverbindliche Auskunft der Denkmalschutzbehörde.

## Baudenkmäler nach Ortsteilen

### Thannhausen
| Lage                                                       | Objekt                                          | Beschreibung | Akten-Nr.     | Bild                                            |
| ---------------------------------------------------------- | ----------------------------------------------- | --- | ------------- | ----------------------------------------------- |
| Alte Tonfabrik, östlich der Stadt im Galgenfeld (Standort) | Bildstock in Ädikulaform „Ecce Homo“            | Neuromanisch, 1868. | D-7-74-185-37 | Bildstock in Ädikulaform „Ecce Homo“            |
| Augsburger Straße 1 (Standort)                             | Wohnhaus                                        | Zweigeschossiger Satteldachbau, westlicher Teil traufseitig, über den östlichen Achsen geschweifter Giebel, im Kern 18. Jahrhundert, rückseitig Anbau, nach 1824. | D-7-74-185-2  | Wohnhaus                                        |
| Bahnhofstraße 1 (Standort)                                 | Rathaus                                         | Dreigeschossiger Massivbau mit flachem Satteldach und seitlichem Dachreiter, in Neurenaissanceformen, 1876/77 von Max Treu. | D-7-74-185-5  | weitere Bilder                                  |
| Bahnhofstraße 2 (Standort)                                 | Wohnhaus                                        | Zweigeschossiger Satteldachbau in Ecklage mit Schweifgiebel und Gesimsgliederung, 18. Jahrhundert, nordseitig einachsiger Anbau mit Schweifgiebel, 19. Jahrhundert. | D-7-74-185-6  | Wohnhaus                                        |
| Bahnhofstraße 5 (Standort)                                 | Wohnhaus                                        | Zweigeschossiger giebelständiger Satteldachbau, Schweifgiebel durch Pilaster und profilierte Gesimse gegliedert, Haustür mit reichem Schnitzdekor, zweites Viertel 18. Jahrhundert.                                                                                      | D-7-74-185-7  | Wohnhaus                                        |
| Bahnhofstraße 6 (Standort)                                 | Klassizistischer Ausleger                       | Schmiedeeisen, Anfang 19. Jahrhundert. | D-7-74-185-8  | Klassizistischer Ausleger                       |
| Bahnhofstraße 8 (Standort)                                 | Ehemaliges Gerichtshaus                         | Im Kern wohl 1673 (bezeichnet im Giebelspitz), reich gegliederter Giebel mit Gesimsen, Pilastern und Blendädikulä, um Mitte 18. Jahrhundert. | D-7-74-185-9  | Ehemaliges Gerichtshaus                         |
| Bahnhofstraße 19 (Standort)                                | Katholische Stadionkapelle St. Simon und Judas  | Achteckiger Zentralbau mit Pilastergliederung und Mansardzeltdach und Laterne, 1720–22 von Georg und Christian Wiedemann; mit Ausstattung. | D-7-74-185-11 | weitere Bilder                                  |
| Bahnhofstraße 28 (Standort)                                | Wohnhaus                                        | Zweigeschossiger schmaler Satteldachbau mit Schweifgiebel, um 1800. | D-7-74-185-12 | Wohnhaus                                        |
| Bahnhofstraße 40 (Standort)                                | Wohnhaus                                        | Zweigeschossiger giebelständiger Satteldachbau, mit profiliertem Gurt-, Trauf- und Giebelsohlgesims, 18. Jahrhundert, Umbau 19. Jahrhundert. | D-7-74-185-13 | Wohnhaus                                        |
| Christoph-von-Schmid-Straße 4 (Standort)                   | Wohnhaus                                        | Zweigeschossiger giebelständiger Massivbau mit Satteldach, und klassizisierender Fassadengliederung, zweite Hälfte 19. Jahrhundert. | D-7-74-185-14 | Wohnhaus                                        |
| Christoph-von-Schmid-Straße 5 (Standort)                   | Ehemaliges Forsthaus, heute zum Rathaus gehörig | Zweigeschossiger Satteldachbau in Ecklage, Fassadengliederung in neuromanischgotischen Mischformen mit Bogenfriesen, um 1830/50, im Kern älter. | D-7-74-185-15 | Ehemaliges Forsthaus, heute zum Rathaus gehörig |
| Christoph-von-Schmid-Straße 11 (Standort)                  | Katholische Pfarrkirche Mariä Himmelfahrt       | Saalbau mit abgefasten Ecken und Walmdach, eingezogener Chor mit Halbrundschluss, 1740/41 von Kaspar Radmiller, Turm im Kern 13./14. Jahrhundert, mit Spitzhelm von Max Treu, 1873; mit Ausstattung; zugehörig im Friedhof Grabstätte Egger mit großen Figuren, um 1908. | D-7-74-185-16 | weitere Bilder                                  |
| Christoph-von-Schmid-Straße 17 (Standort)                  | Wohnhaus                                        | Zweigeschossiger Giebelbau mit Putzbändern und Profilen, in Nische Madonna, um 1830/50. | D-7-74-185-17 | Wohnhaus                                        |
| Christoph-von-Schmid-Straße 20 (Standort)                  | Ehemaliges Färberhaus                           | Langgestreckter zweigeschossiger Satteldachbau mit profiliertem Traufgesims und Giebelprofilen, Zwerchhaus mit Satteldach, 1803, Umbau des Erdgeschosses 1956; Nebengebäude, langgestreckter erdgeschossiger schmaler Satteldachbau, 19. Jahrhundert.                    | D-7-74-185-18 | Ehemaliges Färberhaus                           |
| Christoph-von-Schmid-Straße (Standort)                     | Denkmal für Christoph von Schmid                | Bronzestandbild auf neoklassizistischem Kalksteinpfeiler, 1901, Bronzeguss 1898 durch Ferdinand von Miller den Jüngeren. | D-7-74-185-19 | Denkmal für Christoph von Schmid                |
| Edmund-Zimmermann-Straße 1 (Standort)                      | Wohnhaus                                        | Zweigeschossiger einseitig abgewalmter Satteldachbau mit polygonalem Eckerker mit Zwiebelhaube, Fassaden im Stil der Neurenaissance, Ende 19. Jahrhundert. | D-7-74-185-20 | Wohnhaus                                        |
| Edmund-Zimmermann-Straße 4 (Standort)                      | Wohnhaus                                        | Zweigeschossiger giebelständiger Satteldachbau mit Schweifgiebel, erste Hälfte 18. Jahrhundert, stark erneuert. | D-7-74-185-21 | Wohnhaus                                        |
| Edmund-Zimmermann-Straße 7 (Standort)                      | Relief mit Heiligendarstellung                  | Bezeichnet mit dem Jahr 1711, in Giebelnische. | D-7-74-185-22 | Relief mit Heiligendarstellung                  |
| Edmund-Zimmermann-Straße 8 (Standort)                      | Wohnhaus                                        | Mit Putzbändern, Fensterrahmungen, Giebel mit Spitzbogenfries, um 1850. | D-7-74-185-23 | Wohnhaus                                        |
| Edmund-Zimmermann-Straße 12 (Standort)                     | Gasthof Stern                                   | Zweigeschossiger steil proportionierter Satteldachbau, Fassadengliederung im Stil der Neurenaissance, um 1880/90; Ausleger aus Schmiedeeisen, wohl zeitgleich. | D-7-74-185-24 | Gasthof Stern                                   |
| Edmund-Zimmermann-Straße 16 (Standort)                     | Ehemaliges Bauernhaus, seit 1989 Heimatmuseum   | Zweigeschossiger Satteldachbau mit straßenseitigem Giebel mit vorkragendem Fachwerk, 1709. | D-7-74-185-25 | Ehemaliges Bauernhaus, seit 1989 Heimatmuseum   |
| Edmund-Zimmermann-Straße 27, 29 (Standort)                 | Fleischwerke Zimmermann                         | Zweigeschossiger historisierender Gruppenbau, mit zwei neubarocken Schweifgiebeln, wohl um 1900; zugehöriger Garten, 1924 von Alwin Seifert. | D-7-74-185-28 | Fleischwerke Zimmermann                         |
| Edmund-Zimmermann-Straße 30 (Standort)                     | Wohnhaus                                        | Stattlicher zweigeschossiger Mansarddachbau in historisierenden Formen, 1920 von Heinrich Sturzenegger und Anton Horle. | D-7-74-185-29 | Wohnhaus                                        |
| Edmund-Zimmermann-Straße (Standort)                        | Wegkapelle, sogenannte Engelwirts-Kapelle       | Kleiner gemauerter Rechteckbau mit Halbrundapsis, Gesimsgliederung und Schweifgiebel, zweite Hälfte 18. Jahrhundert, 1848 instand gesetzt; mit Ausstattung. | D-7-74-185-30 | Wegkapelle, sogenannte Engelwirts-Kapelle       |
| Eichbergstraße (Standort)                                  | Wegkapelle                                      | 18. Jahrhundert; mit Ausstattung; gegenüber der Leonhardkapelle. | D-7-74-185-4  | Wegkapelle                                      |
| Frühmeßstraße 7 (Standort)                                 | Wohnhaus                                        | Zweigeschossiger Giebelständiger Satteldachbau mit klassizisierender Fassadengliederung, um 1880. | D-7-74-185-31 | Wohnhaus                                        |
| Frühmeßstraße 18 (Standort)                                | Ehemaliges Handwerkerhaus                       | Zweigeschossiger Mitterstallbau mit Satteldach, im Kern um 1682 unter Verwendung älterer Teile von 1611 (dendrochronologisch datiert) errichtet, um 1930/40 verändert.                                                                                                   | D-7-74-185-43 | Ehemaliges Handwerkerhaus                       |
| Frühmeßstraße 31 (Standort)                                | Eisernes Wirtshausschild                        | Neubarock, um 1900. | D-7-74-185-32 | Eisernes Wirtshausschild                        |
| Auf dem Herrgottsberg (Standort)                           | Kalvarienberg                                   | Querrechteckiges hohes Satteldachgehäuse mit offener Rundbogenarkade, 1931 wohl nach Vorbild des 18. Jahrhunderts; mit Ausstattung. | D-7-74-185-35 | Kalvarienberg                                   |
| Im Hasengrund 2 (Standort)                                 | Katholische Kapelle St. Leonhard                | Ungegliederter Saalbau mit dreiseitigem Schluss, um 1600, Dachreiter mit Zwiebelhaube, 18. Jahrhundert; mit Ausstattung. | D-7-74-185-3  | Katholische Kapelle St. Leonhard                |
| Mozartstraße (Standort)                                    | Lourdeskapelle                                  | Rechteckiger Satteldachbau mit Halbrundapsis seitlichen Strebepfeilern und Giebelreiter, neubarock, 1904; mit Ausstattung. | D-7-74-185-36 | Lourdeskapelle                                  |
| Postgasse 2 (Standort)                                     | Gasthof Post                                    | Stattlicher dreigeschossiger Satteldachbau mit überhöhtem zweitem Obergeschoss, Neurenaissance, 1886. | D-7-74-185-42 | Gasthof Post                                    |
| Wiesenthalstraße 1 (Standort)                              | Bauernhaus                                      | Zweigeschossiger Satteldachbau mit profiliertem Trauf- und Giebelgesims, um 1800. | D-7-74-185-34 | Bauernhaus                                      |

### Burg
| Lage                             | Objekt                               | Beschreibung | Akten-Nr.     | Bild                        |
| -------------------------------- | ------------------------------------ | --- | ------------- | --------------------------- |
| An der Blumenkapelle (Standort)  | Feldkapelle Maria vom Siege          | Satteldachbau mit abgeschrägten Ecken und Korbbogenschluss, Rundbogeneingang mit flankierenden Säulen, 18. Jahrhundert; mit Ausstattung. | D-7-74-185-39 | Feldkapelle Maria vom Siege |
| Heilig-Kreuz-Straße 1 (Standort) | Katholische Pfarrkirche Heilig Kreuz | Saalbau mit eingezogenem Chor mit Dreiseitschluss, 1620/30 von Kaspar Endriß, wohl über Grundlage des 12. Jahrhunderts, Umbau 1761/63 durch Johann Georg Hitzelberger, quadratischer Turm mit steilem Satteldach und Blendbogengliederung, 15. Jahrhundert, Obergeschoss um 1500; mit Ausstattung. | D-7-74-185-38 | weitere Bilder              |

### Nettershausen
| Lage                     | Objekt                              | Beschreibung | Akten-Nr.     | Bild                                |
| ------------------------ | ----------------------------------- | --- | ------------- | ----------------------------------- |
| Hauptstraße 5 (Standort) | Katholische Kapelle Mariae Opferung | Rechteckbau mit halbrunder Apsis und Giebelreiter mit Zwiebelhaube, ädikulaartiges Zugangsportal, 1699, Umbau und Giebelreiter 1791 von Melchior Ruthart; mit Ausstattung. | D-7-74-185-41 | Katholische Kapelle Mariae Opferung |

## Ehemalige Baudenkmäler
In diesem Abschnitt sind Objekte aufgeführt, die früher einmal in der Denkmalliste eingetragen waren, jetzt aber nicht mehr. Objekte, die in anderem Zusammenhang also z. B. als Teil eines Baudenkmals weiter eingetragen sind, sollen hier nicht aufgeführt werden. Aktennummern in diesem Abschnitt sind ehemalige, jetzt nicht mehr gültige Aktennummern.

| Lage                                    | Objekt                  | Beschreibung                                                                                          | Akten-Nr.     | Bild      |
| --------------------------------------- | ----------------------- | --- | ------------- | --------- |
| Thannhausen Bahnhofstraße 10 (Standort) | Klassizistische Haustür | Mit Schnitzdekor, bezeichnet mit dem Jahr 1802.                                                       | D-7-74-185-10 | BW        |
| Thannhausen Stadlerstraße 19 (Standort) | Stadlerstift            | Altersheim mit Kapelle, 1871–73 von Jakob Zepf erbaut, Satteldachbau zu neun Achsen; mit Ausstattung. | D-7-74-185-?  | BW        |
| Burg Westlich des Ortes (Standort)      | Bildstock               | 18. Jahrhundert.                                                                                      | D-7-74-185-40 | Bildstock |

## Abgegangene Baudenkmäler
In diesem Abschnitt sind Objekte aufgeführt, die früher einmal in der Denkmalliste eingetragen waren, jetzt aber nicht mehr existieren, z. B. weil sie abgebrochen wurden. Aktennummern in diesem Abschnitt sind ehemalige, jetzt nicht mehr gültige Aktennummern.

| Lage                                               | Objekt   | Beschreibung                                                                                              | Akten-Nr.     | Bild |
| -------------------------------------------------- | -------- | --- | ------------- | ---- |
| Thannhausen Edmund-Zimmermann-Straße 23 (Standort) | Wohnhaus | Giebel mit Profilstücken, erste Hälfte 19. Jahrhundert.                                                   | D-7-74-185-26 | BW   |
| Thannhausen Edmund-Zimmermann-Straße 25 (Standort) | Wohnhaus | Zweigeschossiger Satteldachbau mit Schweifgiebel über Voluten und Ecklisenen, nach Mitte 19. Jahrhundert. | D-7-74-185-27 | BW   |